# Biserica Sfinții Apostoli Petru și Paul din Răducăneni

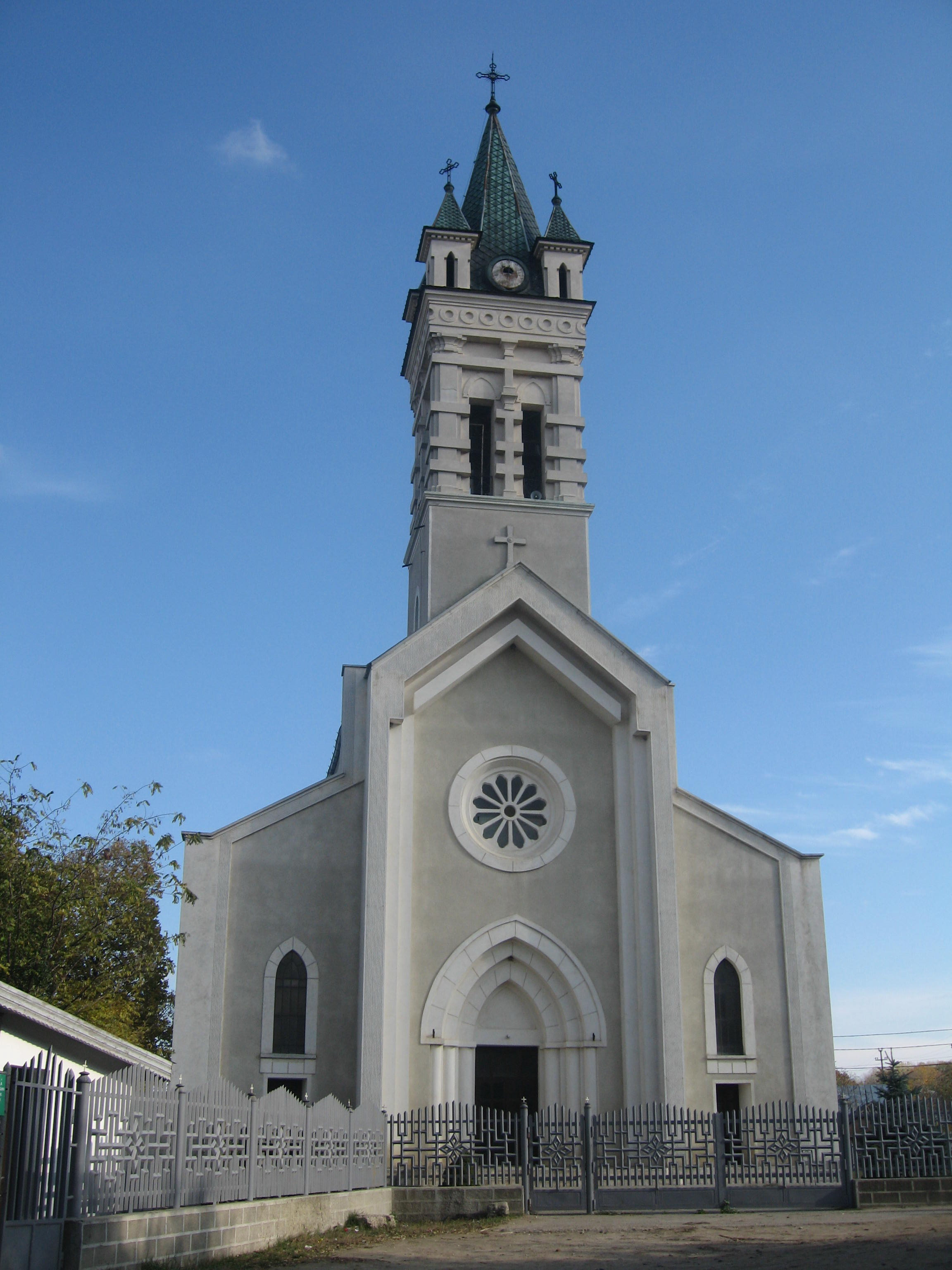
Biserica Sfinții Apostoli Petru și Paul din Răducăneni

Biserica "Sfinții Apostoli Petru și Paul" din Răducăneni este o biserică romano-catolică construită în perioada 1914-1931 în satul Răducăneni (județul Iași), aflat la o distanță de 42 km de orașul Iași. Ea se află situată pe strada Principală nr. 1353. 

## Începuturile comunității
După cum atestă săpăturile arheologice, teritoriul actualei localități Răducăneni a fost locuit în secolele X-XII, fiind descoperite urme pe care unii le atribuie pecenegilor. Pe la începutul secolului al XIX-lea, hatmanul Răducanu Rosetti a întemeiat așezarea Răducăneni pe moșia sa. Satul este situat pe valea pârâului Bohotin, afluent de dreapta al Prutului, de-a lungul drumului care leagă orașele Iași și Huși. El se află la o distanță de 41 km de fosta capitală a Moldovei. Inițial, satul făcea parte din județul Fălciu. 
În anul 1806, stăpânul moșiei, hatmanul Răducanu Rosetti, a adus coloniști catolici din satele aflate în preajma orașului Roman pentru a lucra pe moșia sa și evrei pentru a se ocupa de activitatea comercială a noului târg. Prin hrisoavele din 1816 și 1818, proprietarul moșiei a încheiat învoieli cu târgoveții. Cu acest prilej s-a stabilit ca duminica să fie zi de târg. Locuitorii catolici din Răducăneni și-au construit case pe dealul Pietrosu și apoi o biserică între anii 1807-1808.
Satul Răducăneni, fiind clădit pe panta unui deal, a suferit de pe urma alunecărilor de teren. În anul 1825 catolicii și-au strămutat gospodăriile pe actuala vatră a Satului Vechi. Proprietarul moșiei a donat un teren pentru construirea unei biserici și a unui cimitir. Între anii 1826-1829, conform Schematismului Misiunii Catolice de Iași din 1850 și din 1856, credincioșii catolici și-au construit o biserică de lemn, care a suferit mai multe renovări și amenajări în următorii 100 de ani.
Comunitatea catolică din Răducăneni a crescut în secolul al XIX-lea. În anul 1850 ea număra 490 de credincioși. În anul 1907, arhiepiscopul Nicolae Iosif Camilli a ridicat comunitatea catolică din Răducăneni la rangul de parohie.

## Biserica nouă
Ca urmare a faptului că biserica de lemn devenise neîncăpătoare pe măsura dezvoltării comunității, în anul 1903 se ia inițiativa construirii unei biserici noi, din piatră, mult mai mare și se începe strângerea de fonduri. Boieroaica Ana Catargi a donat comunității catolice terenul pentru construirea bisericii, precum și locul de cimitir. Noua biserică urma a fi construită lângă cea veche.
Abia în anul 1914 preotul Iosif Tălmăcel a întocmit planurile de execuție a bisericii, în stil romanic combinat cu nuanțe gotice. Lucrările de construcție au început în vara anului 1914, când pr. Felix Raffaeli (paroh de Huși) și pr. Benvenut Wiener (administrator parohial la Răducăneni) i-au adus aici pe meșterii italieni Luigi și Pietro del Zotto. La 10 iulie 1914 au început săpăturile pentru temelia bisericii, iar o săptămână mai târziu (la 17 iulie) s-a pus și s-a sfințit piatra de temelie a noului lăcaș de cult. Cu aceel prilej, s-a semnat actul comemorativ al sfințirii și s-a pus într-o sticlă, care a fost introdusă într-un bloc de piatră din colțul clădirii lângă baptister.
La 21 iulie 1916, pr. Benevenut-Rudolf Wiener a fost numit ca paroh de Răducăneni. În 1920 trăiau în localitate 300 de familii cu 1.254 de persoane. Preotul Wiener a coordonat lucrările de construcție și l-a adus aici pe arhitectul austriac Henric Jasz din București. Planurile bisericii au fost ulterior revizuite și definitivate de arhitectul Ferdinand Höflich din București. Lucrările de construcție au fost începute în anul 1923, fiind executate de antreprenorul italian Lorenzo Collavigni din Huși, cu meșteri pietrari aduși din Forgaria (Italia).
Au fost ridicate zidurile bisericii și stâlpii de susținere a plafonului. Înainte de finalizarea turnului a survenit un eveniment tragic. La 26 octombrie 1926, pe când cobora cu bobul de pe ziduri, preotul paroh Benvenut-Rudolf Wiener s-a prăbușit de pe schele și a decedat. La acel moment, zidăria turnului era gata și trebuia să se monteze lemnăria și crucea turnului. 
Zidirea turnului s-a încheiat o lună mai târziu. În anul 1927, cu grija noului paroh Daniel Hampel, au fost aduse clopotele bisericii și ceasornicul turnului, după care s-a realizat acoperișul turnului. În anii următori s-a realizat și acoperișul bisericii, din tablă zincată. 
Lucrările de construcție au fost finalizate în anul 1931, biserica fiind sfințită în același an. Edificiul a fost tencuit în exterior în 1937 și în interior un an mai târziu. S-au confecționat și montat apoi dușumelele, s-a construit altarul din marmură și s-a amenajat restul interiorului. Biserica a fost pictată în stil renascentist cu nuanțe bizantine.
Edificiul a suferit avarii din cauza cutremurelor de pământ din 1941, 1977 și 1986. Cutremurul din 4 martie 1977 a produs avarii la turnul bisericii, în zona clopotelor. Seismul din august 1986 a avariat puternic biserica.  S-a luat decizia de executare a unor lucrări de consolidare a bisericii. Începute în toamna anului 1986, lucrările au fost sistate în anul următor.  Parohul Anton Farcaș (1993-2004) a coordonat lucrările de consolidare, modificare și renovare a bisericii, care au fost finalizate în 2003.
La 12 octombrie 2003, biserica a fost resfințită de către PS Petru Gherghel, Episcop de Iași, în prezența episcopilor Aurel Percă și Anton Coșa, a peste 40 de preoți și a sute de credincioși.
La 20 iunie 2004, relicva Sf. Anton de Padova a poposit timp de trei ore în Parohia romano-catolică Răducăneni, fiind adusă de călugării din Ordinul Fraților Minori Conventuali (franciscani) de la Iași spre Huși.
În prezent, Parohia Răducăneni are în grijă o comunitate catolică de aproximativ 2.500 de credincioși, grupați în peste 850 de familii. Începând din octombrie 1998 Parohia Răducăneni publică periodic revista locală "Ecouri răducănene", care poate fi citită parțial și on-line.

## Arhitectura bisericii
Biserica "Sf. Apostoli Petru și Paul" din Răducăneni a fost construită în stil romanic combinat cu nuanțe gotice. Dimensiunile bisericii sunt impresionante: lungime - 32 m, lățime - 17 m, înălțime - 24 m și înălțimea turnului - 49 m.
Altarul central este din marmură albă, având sculptați pe sfinții arhangheli Mihail și Gabriel și pe sfinții apostoli Petru, Paul, Andrei și Ioan. Pictura este stilul renașterii cu nuanțe bizantine. Clopotele în greutate 1350, 620 și 350 kg s-au adus din Apolda, ceasul cu patru cadrane este adus din München, orga electronică este donată de organizația Caritas-Passau din Germania. 
Acoperișul bisericii este din tablă zincată, iar cel al turnului clopotniță din tablă de aramă. În partea de sus a turnului se află un ceas cu patru cadrane (în cele patru puncte cardinale), care a fost adus de la München (Germania). De asemenea, și cele 3 clopote din turn au fost aduse în 1929 din Bavaria și au următoarele greutăți: 1350 kg, 620 kg și 350 kg. 
În interior, biserica are un altar central din marmură albă și este pictată în stil renascentist cu nuanțe bizantine.

## Preoți
La această biserică au slujit următorii preoți-parohi: 
- pr. Ioseph Signorini - paroh (1875-1882)
- pr. Jakob Cantarini (n. 1836, Ascoli, Italia - d. 18 ianuarie 1893, Huși) - preot misionar, paroh la Răducăneni (1882-1893). A fost înmormântat la Huși.
- pr. Ernest Herden - paroh (1893-1894)
- pr. Joseph Meli - paroh (1894-1895)
- pr. Andreas Czarnota, SJ - A venit în Dieceza de Iași din provincia iezuită galițiană (Polonia). A fost paroh la Huși (1894-1895), Răducăneni (1895-1896) și Gherăești (1899-1907) și decan de Siret (1906-1907). A părăsit România în 1907 și s-a retras în provincia iezuită din Galiția.
- pr. Stanislaw Czelusniak, OFMConv. (n. 30 februarie 1866, Belna, Galiția - d. 29 septembrie 1932, Cracovia) - paroh (1896-1898)
- pr. Bernardin (Jacob) Just, OFMConv. (n. 22 iulie 1867, S. Ingbort, Bavaria- d. 5 septembrie 1917, Mănăstirea "Maria ECK" din Bavaria) - paroh (1898-1907)
- pr. Leon van Melsen - paroh (1907-1913)
- pr. Damian Kujinski - paroh (1913-1914)
- pr. Benvenut-Rudolf Wiener (n. 11 august 1881, Galați - d. 26 octombrie 1926, Răducăneni) - A activat ca vicar la Săbăoani (1909-1911), paroh la Răducăneni (1914-1915, 21 iulie 1916 - 26 octombrie 1926). A fost înmormântat la Răducăneni
- pr. Iosif Tălmăcel, OFMConv. (n. 27 noiembrie 1887, Hălăucești, județul Iași - d. 12 februarie 1979, Mărgineni, județul Bacău) - A urmat studii seminariale la Hălăucești, Padova și Roma. A fost sfințit preot la Roma, la 26 mai 1910. A activat ca vicar la Săbăoani (1910-1914), apoi paroh la Răducăneni (1914-1916), Valea Mare (1916-1920), Faraoani (1920-1923), Parohia "Sf. Nicolae" din Bacău (1923-1947) și Poiana Micului (1947-1976). Este autorul a zeci de broșuri și cărți religioase, publicând cărți de rugăciuni pentru copii, lucrări moralizatoare, poezii etc. A decedat în 1979, la Mărgineni.
- pr. Daniel Hampel - A activat ca vicar la Săbăoani (1917-1920), paroh la Răducăneni (1926-1932).
- pr. Mihai Demeter, OFM Conv. (n. 27 septembrie 1903, Butea, județul Iași - d. 2 iunie 1974, Roman) - A activat ca vicar la Săbăoani (1929-1931), paroh la Răducăneni (1932-1936),  vicar la Săbăoani (1936-1937), paroh la Răducăneni (1938-1942), Buruienești (1942-1953) și Rotunda (1 octombrie 1957 - 1 octombrie 1965). S-a pensionat la 1 octombrie 1965 pentru limită de vârstă, iar la 2 iunie 1974 a trecut la cele veșnice la Roman, unde a fost înmormântat.
- pr. Felix Raffaeli, OFMConv. (n. 22 iunie 1881, Assisi, Italia - d. 24 august 1953, Horlești, județul Iași) - A activat ca paroh la Hălăucești (1910-1911) și Huși (1912-1920), administrator parohial la Buruienești (1920-1921), paroh la Hălăucești (1930-1936) și Răducăneni (1936-1938).
- pr. Nicolae Ivanciuc, OFMConv. (n. 13 decembrie 1911, Bacău - d. 25 septembrie 1990, Prăjești, județul Bacău) - A fost hirotonit la Assisi (Italia) la 17 martie 1934. A activat ca paroh la Răducăneni (1942-1952). A fost înmormântat la Prăjești.
- pr. Ioan Lădan, OFMConv. (n. 1 iulie 1897, Răducăneni - d. 11 martie 1971, Răducăneni) - A activat ca vicar la Săbăoani (1925-1926), paroh la Faraoani (1927) și preot asistent la Răducăneni (1949 - 11 martie 1971). A fost înmormântat la Răducăneni
- pr. Carmil Dancă, OFMConv. (n. 25 septembrie 1916, Adjudeni, județul Neamț - d. 24 septembrie 1993, Traian, județul Bacău) - paroh la Răducăneni (1953-1955). A fost înmormântat la Traian (Bacău).
- pr. Martin Burcă, OFMConv. (n. 6 septembrie 1913, Pildești, județul Neamț - d. 9 ianuarie 1996, Huși) - A fost hirotonit la Luizi-Călugăra la 1 mai 1941. A activat ca preot asistent la Răducăneni (1955-1991). A fost înmormântat la Răducăneni.
- pr. Mihai Măcincă (n. 4 august 1924, Săbăoani, județul Neamț - d. 13 august 1996, Galați) - paroh de Răducăneni (1956-1957). A fost înmormântat la Galați.
- pr. Vasile Aștileanu (n. 14 martie 1914, Cluj - d. 6 august 1984, Arad) - A urmat studii secundare la Liceul "George Barițiu" din Cluj (1925-1933), cele superioare la Academia Teologică Unită din Cluj (1933-1935), precum și studii de Filosofie și Teologie la Colegiul „De Propaganda Fide” din Roma (1935-1942), unde a fost trimis de episcopul Iuliu Hossu. La Roma a obținut licența (1941) și doctoratul în teologie (1942). A fost hirotonit preot greco-catolic și a activat ca secretar eparhial și preot la Biserica Bob din Cluj (1942-1949). După desființarea Bisericii Române Unite cu Roma, a fost deținut politic ca preot greco-catolic, sub acuzația de a fi organizat rezistența unită în Episcopia de Cluj-Gherla (1952-1955). După eliberare a funcționat pentru scurt timp ca paroh romano-catolic la Răducăneni (1957) și apoi ca vicar la Oțeleni (noiembrie – decembrie 1957). A trecut la Biserica Ortodoxă în 1958, fiind numit apoi ca inspector general patriarhal și - concomitent - preot la bisericile „Tatu” și Antim din București (1958-1961), apoi consilier patriarhal (1962). În 1962 a fost tuns în monahism la Mănăstirea Sinaia, sub numele Visarion, fiind hirotonit apoi arhiereu cu titlul “Ploieșteanul”, la 9 septembrie 1962. A activat ca episcop-vicar patriarhal (1962-1969), episcop-vicar al Arhiepiscopiei Sibiului (1969-1973) și apoi episcop al Aradului (1973-1984), unde a păstorit până la moarte.
- pr. dr. Mihai Serafim Bejan, OFMConv. (n. 26 octombrie 1892, Huși-Corni, județul Vaslui - d. 2 aprilie 1979, Huși) – A activat ca paroh la Faraoani (1923-1926), Câmpulung Moldovenesc (1950-1952) și Răducăneni (1958-1960; 1963-1966).
- pr. Petru Brudaru, OFMConv. (n. 7 mai 1913, Slava Rusă-Istria, județul Tulcea - d. 5 august 1989, Răducăneni) - vicar la Săbăoani (1938-1941 și 1941-1948), paroh la Răducăneni (1961-1963), înmormântat la Răducăneni
- pr. Pavel Gabor (n. 17 februarie 1940, Iugani, județul Iași - d. 24 martie 1996, Vatra Dornei) - A făcut școala elementară la Iugani și a terminat-o la Gherăești. În anul 1955 s-a înscris la Școala de cantori la Institutul Teologic de la Alba-Iulia. După un an s-a deschis Seminarul din Iași, unde și-a continuat studiile, pe care le-a terminat în anul 1965. A fost hirotonit preot la 29 iunie 1965, la Alba-Iulia, de către episcopul Áron Márton. A activat ca vicar parohial la Răducăneni și Onești, paroh la Răducăneni (1966-1967). A activat ca paroh al Parohiei “Sf. Tereza” din Roman (1973-1986), la Constanța (1986-1990) și la Vatra Dornei (1990-1996). A murit la Vatra Dornei, fiind înmormântat pe 27 martie 1996 la Iugani.
- pr. Virgil Chelaru (n. 3 noiembrie 1945, Barticești, județul Neamț - d. 10 decembrie 2005, Bacău) - A intrat în Seminarul din Iași în anul 1961, iar la 24 iunie 1971 a fost hirotonit, la Iași, ca preot pentru Arhidieceza de București. A activat ca vicar parohial la Parohia Bărăția din București (1 august 1971 – martie 1973) și la Râmnicu Vâlcea (martie 1973 – 1 martie 1974), paroh la Greci, județul Tulcea (din 1 martie 1974),  Giurgiu, Sinaia. Începând cu luna ianuarie 1977, a activat în Dieceza de Iași, în mai multe comunități: paroh la Pustiana, Răducăneni (1978) și Valea Seacă, vicar la Faraoani (1 decembrie 1988 - 31 august 1989), paroh la Schineni (1990 – 1 august 1999) și la Izvoare (1 august 1999 – 10 decembrie 2005). După anul 1990 a fost și profesor de teologie dogmatică la Facultatea de Teologie pentru Laici, filiala Bacău. A fost înmormântat la Bacău.
- pr. Alexandru Suceu, OFMConv. (n. 9 septembrie 1943, Buruienești, județul Neamț - d. 23 iulie 2011, București) – A urmat școala primară și clasa a V-a la Buruienești (1950-1955), clasele VI-VIII la Tămășeni (1955-1957, apoi a studiat la Școala de Cantori din Iași (1958-1962) și la Institutul Teologic din Iași (1962-1968). A fost sfințit preot la 15 august 1968, la Iași, de către episcopul Petru Pleșca. A intrat în Ordinul Fraților Minori Conventuali, făcând profesiunea simplă la 8 decembrie 1984 și profesiunea solemnă în anul 1987. A activat ca vicar la Bacău (1969-1974, 1977-1979), paroh la Berzunți (1974-1977), Răducăneni (1979-1983), Cireșoaia (1983-1987) și București-Bărăția (1987-1990). A urmat studii la Roma (1990-1992) și a obținut masteratul în cristologie. După revenirea din Italia, a fost profesor de teologie și filozofie (1992-2003) și rector la Institutul Teologic Franciscan din Roman (1992-1996), precum și director național al Asociației Armata Maicii Domnului cu sediul la Roman (2000-2003). În paralel, a activat ca paroh la Hălăucești (1 septembrie 1996 - 10 septembrie 2000), preot la Conventul Franciscan din Roman (2000-2001), paroh și rector al sanctuarului marian din Cacica (16 august 2001 - 20 ianuarie 2002), paroh la Nisiporești (2002-2003) și la Postulandatul din Huși-Corni (2003). A fost numit apoi administrator parohial la Bârlad (17 decembrie 2003 - 1 septembrie 2009). În toamna anului 2009 s-a retras la casa părintească din Buruienești pentru a-și îngriji sănătatea. A murit la Spitalul „Matei Balș” din București și a fost înmormântat la Buruienești.
- pr. Grigore Duma (n. 10 februarie 1939, Valea Mare, județul Bacău) - A absolvit Școala generală de 7 clase la Valea Mare (1952), Școala Profesională Letea din Bacău (1955), Școala de Cantori la Iași (1958) și Institutul Teologic din Iași (1964). A fost sfințit preot la 29 iunie 1964, la Alba Iulia, de către episcopul Áron Márton. A activat ca vicar la Oituz (1964-1968), paroh la Cacica (1968-1973), prefect la Institutul Teologic din Iași (1973-1980), secretar al Episcopiei de Iași (1980-1981), prefect la Seminarul din Iași (1981-1982), secretar al Episcopiei de Iași (1982-1983), paroh la Răducăneni (33 de zile în anul 1983), preot asistent (15 iunie 1983 – 11 septembrie 1984) și paroh la Parohia „Sf. Elena” din Cleveland, statul Ohio, SUA (11 septembrie 1984 - 30 noiembrie 1990), vicar general al Episcopiei de Iași (1 decembrie 1990 – 14 mai 1994), rector la catedrala „Sf. Gheorghe” din Canton, statul Ohio, SUA (15 mai 1994 – 14 octombrie 1998), cancelar la Episcopia de Iași (15 octombrie 1998 – 1 iunie 2005), administrator la Cârlibaba (2005-2006), rector la Catedrala "Sf. Gheorghe" din Canton, statul Ohio, SUA (1 aprilie 2006-). A fost pensionat în anul 2003.
- pr. prof. dr. Anton Despinescu (n. 19 iulie 1927, Iași - d. 1 noiembrie 2020, Iași) - A urmat studii la Seminarul din Iași, terminându-la Seminarul din Alba-Iulia, unde a fost hirotonit ca preot la 29 iunie 1953. După absolvire, rămâne la Alba-Iulia ca prefect și profesor de istoria Bisericii (29 iunie 1953 – 1 septembrie 1956). Odată cu redeschiderea Seminarului din Iași, pr. Despinescu a fost numit profesor de limba latină, istoria Bisericii și patrologie (1 septembrie 1956 – 1 noiembrie 1960). Este apoi paroh de Focșani  (1 martie 1960 – 1 martie 1962) și de Huși (1 martie 1962 – 1 septembrie 1969). La 1 septembrie 1969 a fost numit din nou profesor în Seminarul diecezan, girând în perioada septembrie 1971 - 1 septembrie 1972, funcția de rector. În anul 1979, a plecat în Italia pentru specializare, obținând doctoratul în istoria Bisericii la Universitatea Pontificală Gregoriana din Roma. Întors în țară, a rămas profesor în Seminarul din Iași, îndeplinind și alte servicii în cadrul Episcopiei Catolice de Iași. A fost paroh de Răducăneni (1983). A fost pensionat la 30 septembrie 1990.
- pr. Petru Solomon (n. 12 august 1954, Luizi-Călugăra, județul Bacău) - A absolvit Școala generală de 8 clase la Luizi-Călugăra (1969), Școala de Cantori la Alba-Iulia (1973) și Institutul Teologic din Iași (1979). A fost sfințit preot la 29 iunie 1979, la Iași, de către episcopul Antal Jakab. A activat ca vicar la Parohia „Adormirea Maicii Domnului” din Iași (1 august 1979 - 1 februarie 1981) și Gherăești (1 februarie 1981 - 5 octombrie 1983), paroh la Răducăneni (5 octombrie 1983 - 5 octombrie 1993), Mărgineni (5 octombrie 1993 - 1 august 1996) și Traian (1 august 1996 -).
- pr. Anton Farcaș-Gherghina (n. 12 iunie 1959, Faraoani, județul Bacău - d. 16 februarie 2010, Tg. Mureș) - A absolvit Școala Generală de 8 clase la Faraoani (1974), treapta I la Liceul IRAV din Bacău (1976), Școala de Cantori la Iași (1979) și Institutul Teologic Romano-Catolic „Sf. Iosif” din Iași (1986). A fost sfințit preot la 29 iunie 1986, la Iași, de către arhiepiscopul Ioan Robu. A activat ca vicar la Ciugheș (1 octombrie 1986 - 1 septembrie 1987) și Cleja (1 septembrie 1987 - 1 august 1988), paroh la Mihail Kogălniceanu-Constanța (1 august 1988 - 1 mai 1991), Buzău (1 mai 1991 - 1 martie 1992), vicar la Cleja (1 martie 1992 - 7 octombrie 1993), paroh la Răducăneni (7 octombrie 1993 - 1 august 2004) și Parohia "Sf. Tereza" din Iași (1 august 2004 - 16 februarie 2010). A murit de cancer, fiind înmormântat la Faraoani.
- pr. Mihai Cucuteanu (n. 26 martie 1946, Horlești, județul Iași - d. 9 februarie 2013, Bacău) - Provenea dintr-o familie cu șase copii din Iași. A absolvit Școala generală de 7 clase la Horlești (1960), Școala de Cantori la Iași (1965) și Institutul Teologic Romano-Catolic „Sf. Iosif” din Iași (1971). A fost sfințit preot la 24 iunie 1971, la Iași, de către episcopul Petru Pleșca. A activat ca vicar la Săbăoani (1 septembrie 1971 - 30 noiembrie 1976), paroh la Tămășeni (1 decembrie 1976 – 31 martie 1981), Gheorghe Doja (1 aprilie 1981 – 1 august 2004), Răducăneni (1 august 2004 - 31 august 2006) și Călugăreni - Bacău (1 septembrie 2006 - 9 februarie 2013). A căzut în curtea bisericii din Călugăreni, suferind apoi un accident vascular în timp ce se ocupa de lucrările de renovare ale bisericii din Călugăreni. A murit la Spitalul din Bacău și a fost înmormântat la Horlești.
- pr. Maricel Medveș (n. 2 ianuarie 1959, Adjudeni, județul Neamț) - A absolvit Școala generală de 10 clase la Adjudeni (1976), Școala de cantori din Iași (1979) și Institutul Teologic din Iași (1986). A fost sfințit preot la 29 iunie 1986, la Iași, de către episcopul Ioan Robu. A activat ca vicar la Săbăoani (1 august 1986 - 20 august 1987), Pildești (20 august 1987 - 25 august 1989), București-Colentina (25 august 1989 - februarie 1990), Bucureștii Noi (februarie - 11 august 1990) și Mircești (11 august 1990 - 19 martie 1991), paroh la Târgu Frumos (19 martie 1991 - 1 august 2002), capelan pentru imigranții români din Verona-Italia (2002-2005), capelan pentru bolnavii din spitalele din Iași (2005-2006), paroh la Răducăneni (1 septembrie 2006 - 1 septembrie 2010) și Bălușești (1 septembrie 2010 -).
- pr. Iulian-Eugen Kropp (n. 29 aprilie 1960, Rădăuți, județul Suceava) - A absolvit Școala generală de 8 clase la Rădăuți (1975), Liceul "Eudoxiu Hurmuzachi" din Rădăuți (1977), Școala de cantori din Iași (1979) și Institutul Teologic din Iași (1986). A fost sfințit preot la 29 iunie 1986, la Iași, de către episcopul Ioan Robu. A activat ca vicar la Suceava (1-31 august 1986), Pildești (1 septembrie 1986 - 19 august 1987) și din nou la Suceava (20 august - 31 decembrie 1987), apoi ca paroh la Siret (1 ianuarie 1988 - 10 februarie 1992), preot colaborator la Chișinău - Republica Moldova (11 februarie - aprilie 1992) și Bălți -  Republica Moldova (mai 1992 - 31 iulie 1993), paroh la Ciugheș (1 august 1993 - 30 aprilie 1996), Cacica (1 mai 1996 - 31 august 2001), Solonețu Nou (16 august 2001 - 31 iulie 2005), Târgu Frumos (1 august 2005 - 1 septembrie 2010) și Răducăneni (1 septembrie 2010 - 1 septembrie 2021). De asemenea, este responsabil al Oficiului Diecezan pentru Pelerinaje (1 iunie 2005 -).

## Imagini

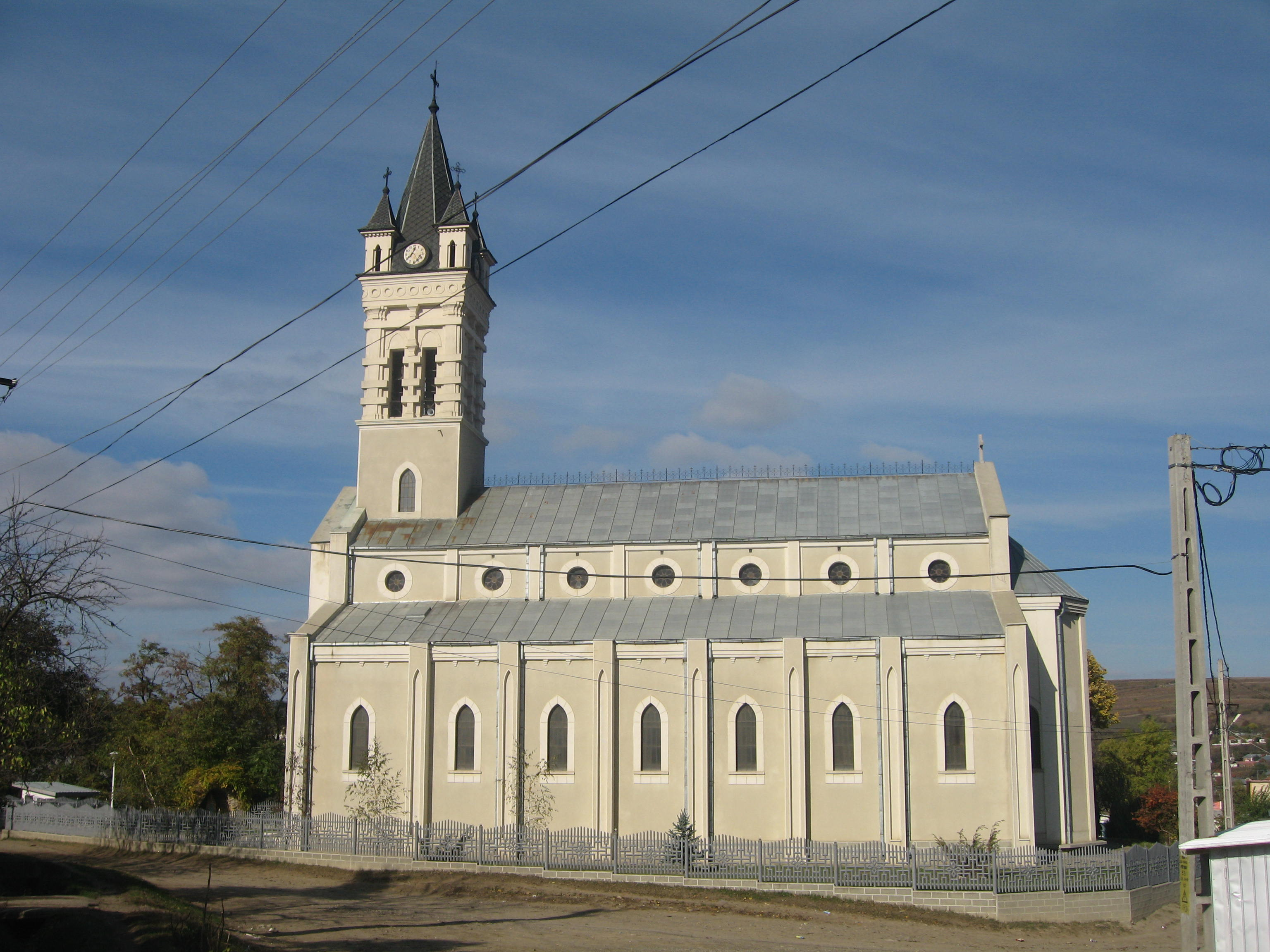
Vedere din lateral
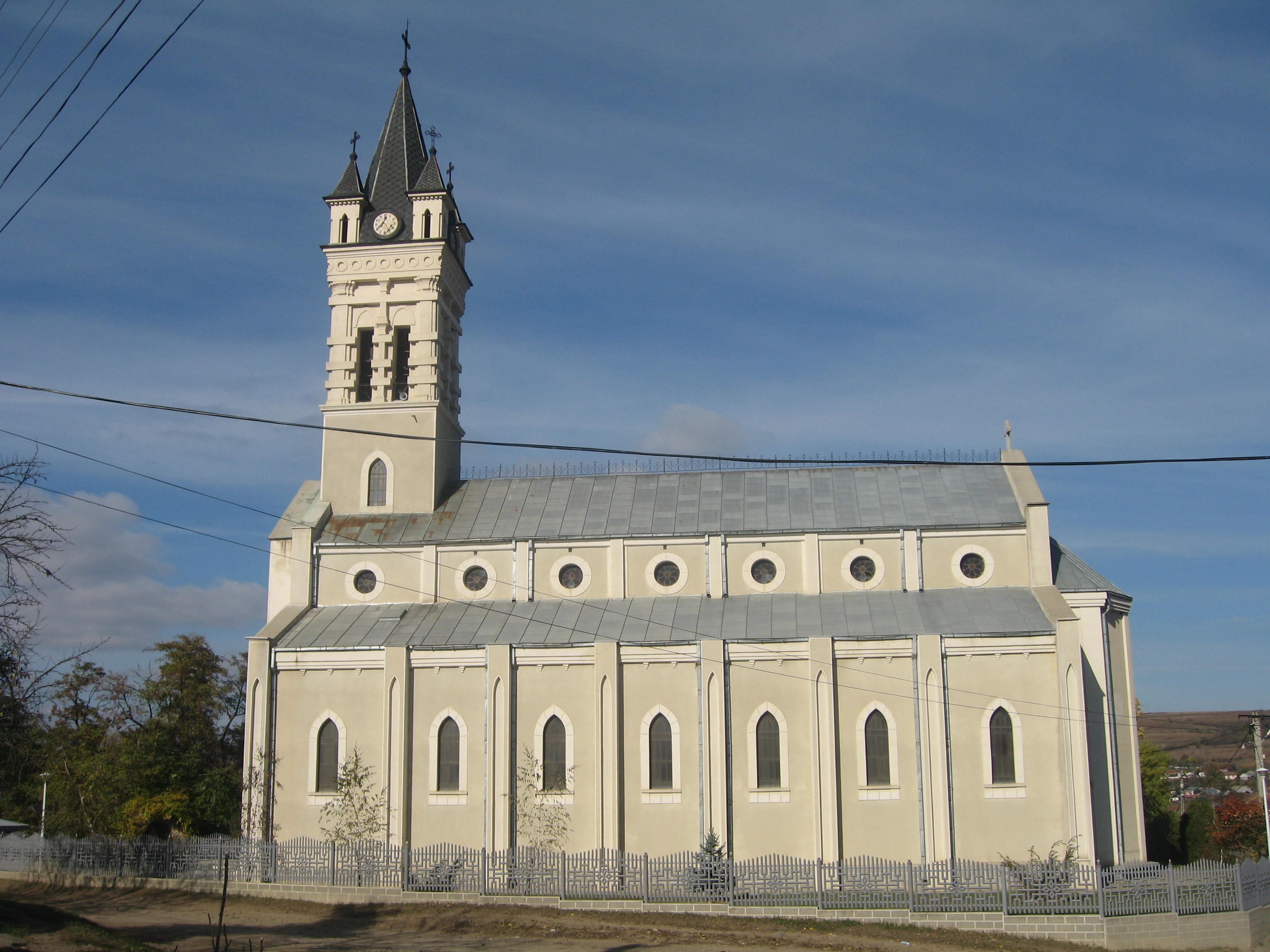
Vedere din lateral
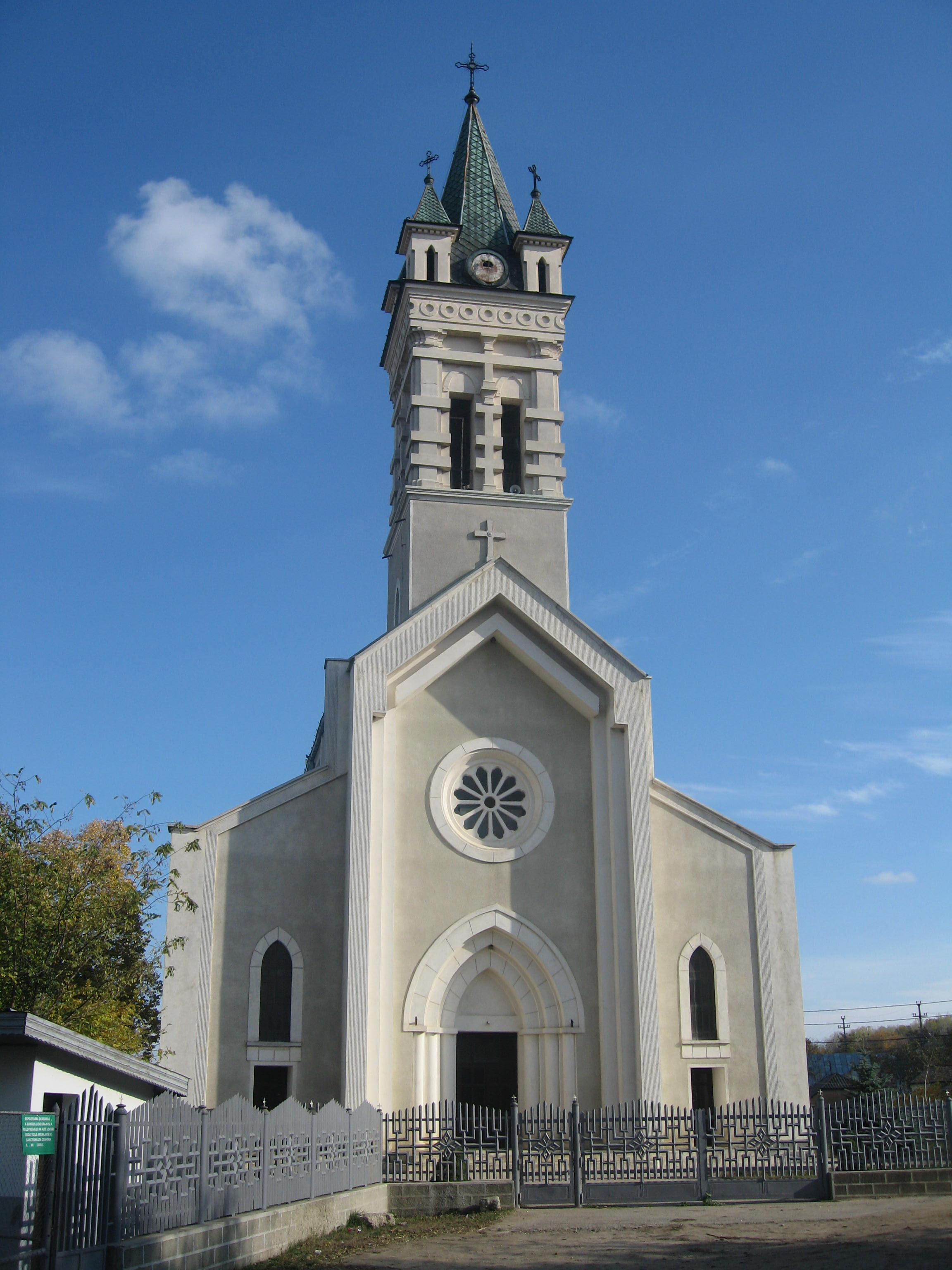
Biserica privită din faţă
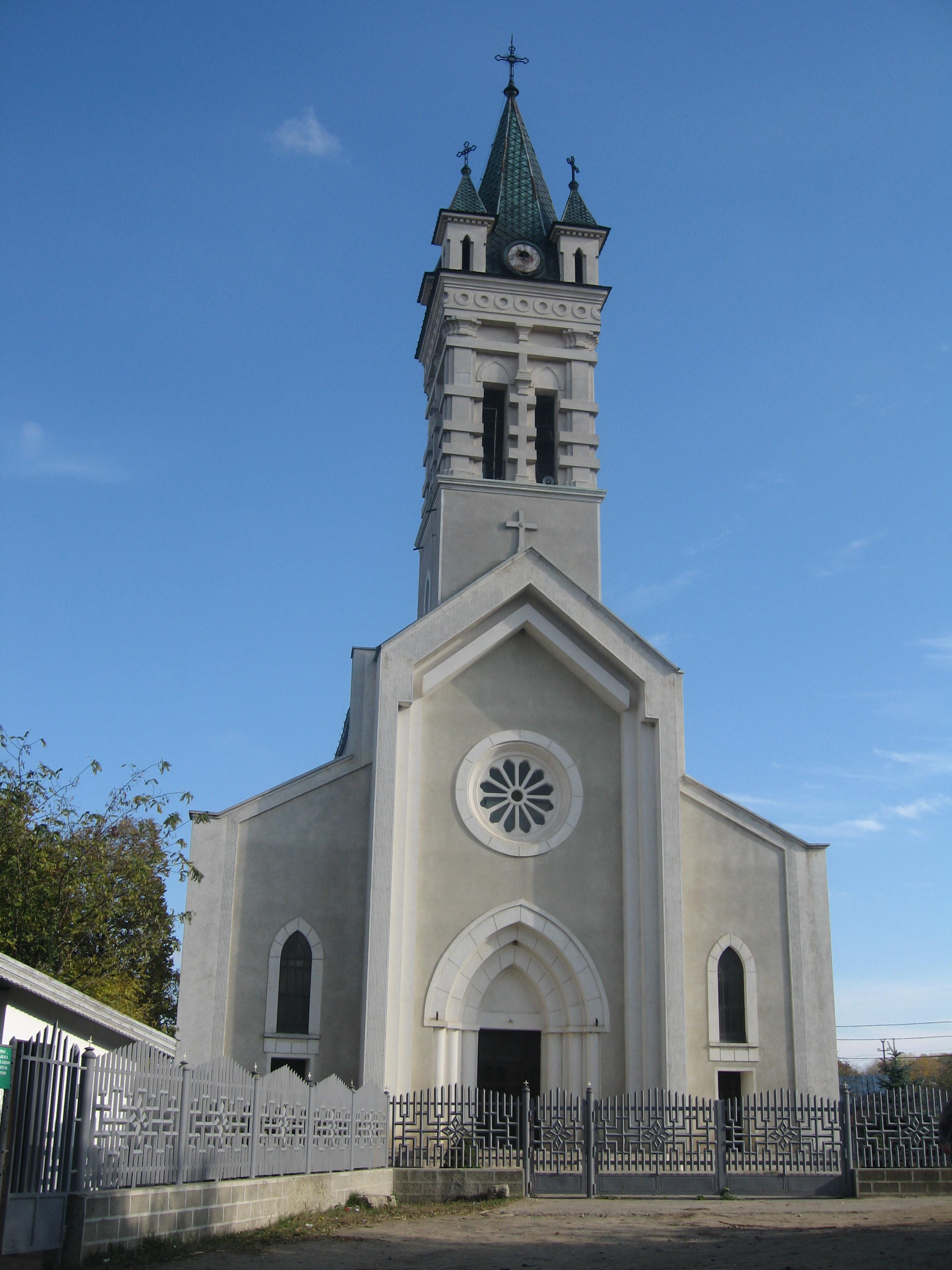
Biserica privită din faţă
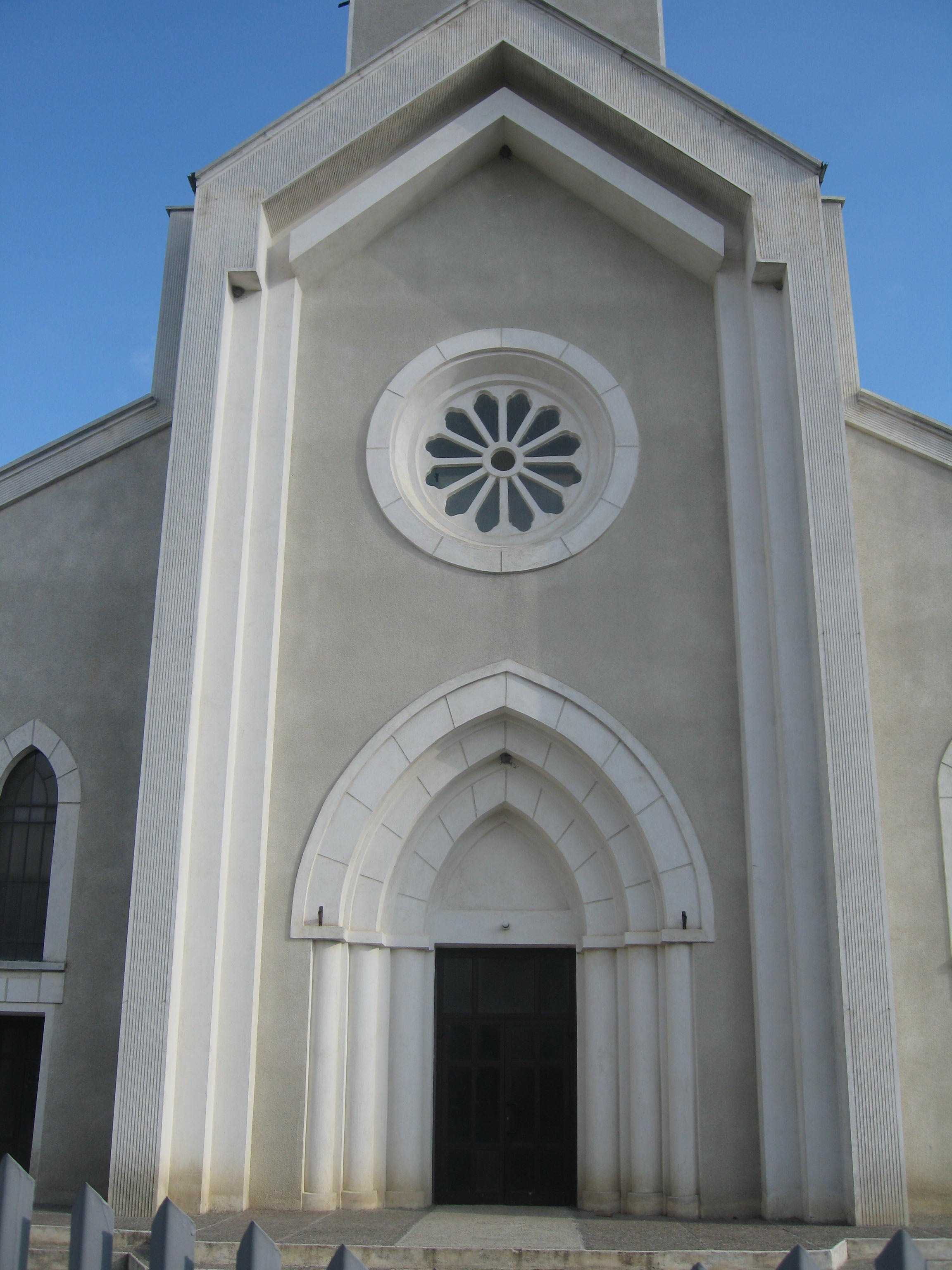
Faţada principală a bisericii: portalul gotic şi rozeta